# Die Sterne
Die Sterne est un groupe allemand de rock, originaire de Hambourg.

## Histoire

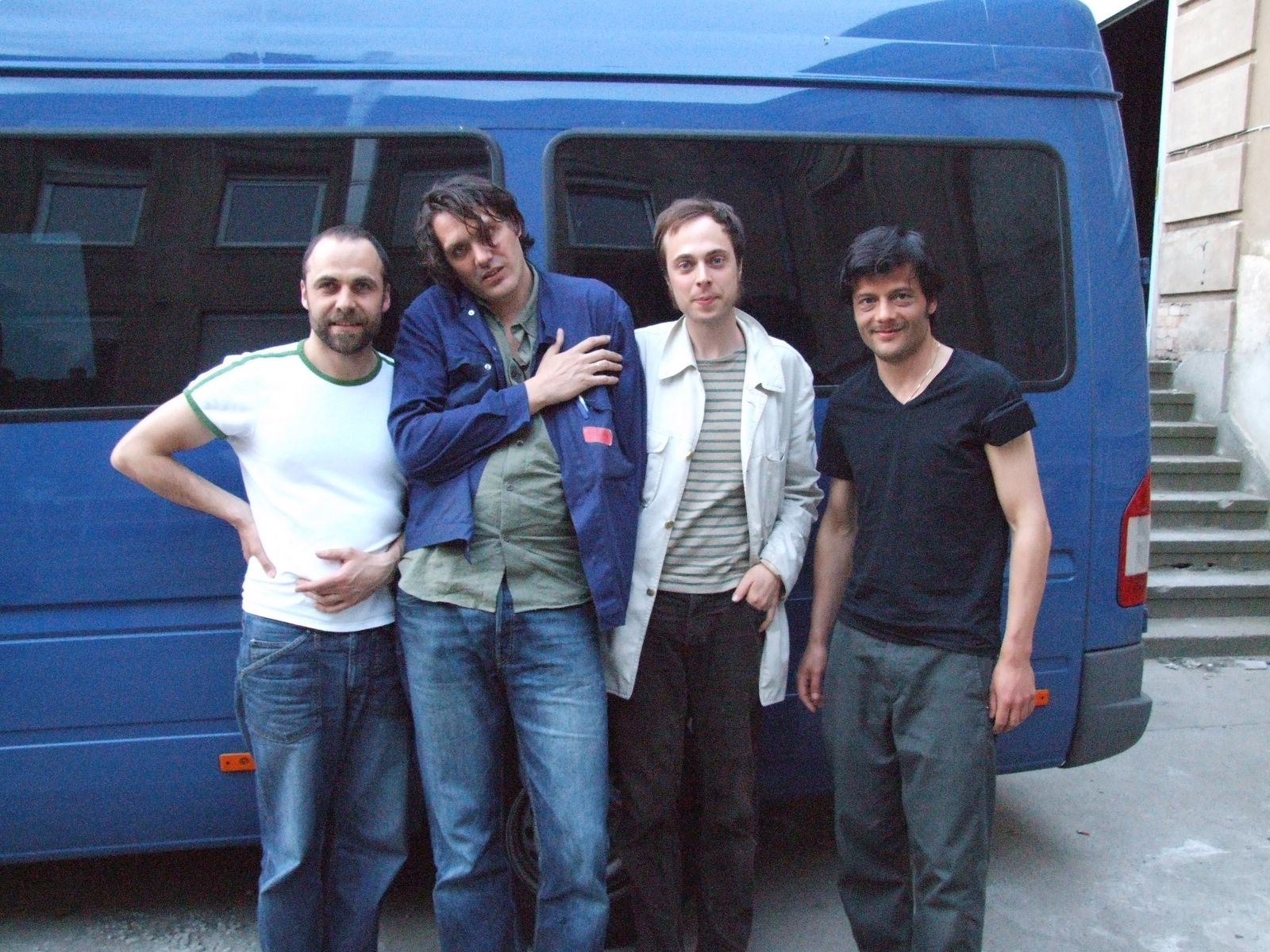
Die Sterne en mai 2006 (de gauche à droite : Thomas Wenzel, Frank Spilker, Richard von der Schulenburg, Christoph Leich).

Le groupe, dont le noyau est composé du chanteur et guitariste Frank Spilker, du bassiste Thomas Wenzel et du batteur Christoph Leich, est fondé en 1991, après que Spilker, originaire de Bad Salzuflen, ait été attiré par Hambourg, tout comme des figures essentielles d'artistes acceptés sous le terme longtemps rejeté de la Hamburger Schule, comme Bernadette La Hengst, Jochen Distelmeyer, Thomas Wenzel ou Bernd Begemann. Tous avaient jusqu'alors sorti des contributions sur cassettes audio sur le petit label Fast Weltweit qui y était domicilié. Le nom du groupe Die Sterne y était déjà utilisé par Frank Spilker (« ... pour que personne d'autre ne l'utilise »). En 1991, Die Sterne passe ensuite au label hambourgeois L'Âge d'or, raison pour laquelle cette année marque un nouveau départ pour le groupe,. C'est là que parait la même année leur premier morceau Eifersucht spricht, sur lequel chante le batteur Christoph Leich, sur la compilation Eifersucht, qui est publiée sous forme de single vinyle.
Le poste de claviériste est renouvelé de temps en temps. Le membre fondateur Frank Will fait ses adieux à la vie privée après la tournée de l'album Wo ist hier, sorti en 1999, après avoir contribué à la décennie la plus réussie du groupe sur le plan commercial, sur différentes major, depuis le premier album Wichtig, en passant par les albums suivants In Echt, Posen et Von allen Gedanken schätze ich doch am meisten die Interessanten. En 2000, le claviériste Richard von der Schulenburg, surtout actif sous le nom de RvdS sur son label It's, quitte la formation herbue Soup de Nüll pour rejoindre le groupe. C'est avec lui que naissent les albums Irres Licht (2002), Das Weltall ist zu weit (2004), Räuber und Gedärm (2006) ainsi que l'EP Der Riss. Au cours du processus de création de l'album 24/7, von der Schulenburg quitte le groupe. L'album, nettement plus dansant, sort ensuite en trio, avec l'aide de claviéristes alternants en live depuis la tournée d'automne 2009.
Mi-2018, Thomas Wenzel et Christoph Leich quittent le groupe. Avec Hey Dealer sort en novembre 2019 le premier single du nouvel album Die Sterne, annoncé pour février 2020, que Frank Spilker enregistre avec différents musiciens invités. Spilker qualifie la nouvelle constellation des Sterne de « moins de groupe, plus de collaboration ».
En septembre 2022, le 13e album studio Hallo Euphoria sort. Die Sterne est remanié - composé de Jan Philipp Janzen, Phillip Tielsch (tous deux de Von Spar et de Urlaub in Polen), Dyan Valdés (Mexican Radio, The Blood Arm) et de l'arrangeur et guitariste Max Knoth.

## Style musical
Les influences importantes dans la musique des Sterne sont l'indie pop, le hip-hop, la soul et le funk avec des emprunts électroniques. Au niveau des textes, le groupe oscille entre la politique et la vie privée, mais renonce à des slogans clairs. À leurs débuts, ils saluent même par la presse de pop comme les successeurs de Ton Steine Scherben. En 1998, ils sont invités par l'Institut Goethe en tant qu'ambassadeurs de la culture pop allemande en Amérique du Nord.

## Projets annexes
Le bassiste Thomas Wenzel est également membre du groupe Die Goldenen Zitronen et fait de la musique de théâtre avec sa femme Peta Devlin. Le chanteur Frank Spilker publie en 2008 l'album Mit all diesen Leuten sous le nom de Frank Spilker Gruppe et est désormais également actif en tant qu'auteur. Ça ne m'intéresse pas, mais je ne peux pas le prouver est paru en 2013 chez Hoffmann und Campe. Christoph Leich était actif au sein de Kolossale Jugend avant les Sternen et joue encore dans le groupe de surf Los Apollos.

## Accueil
La phrase Wir haben Sex in den Trümmern und träumten (« on a fait l'amour dans les décombres et rêvé ») du single Trrrmmer, sorti en 1996, devient en 2013 le titre d'un livre de fond du producteur Tim Renner sur l'industrie musicale. En 2016, la chanson Was hat dich bloß so ruiniert ? est adaptée dans le long métrage Was hat uns bloß so ruiniert de Marie Kreutzer, le titre du film est dérivé de la chanson.

## Discographie

### Albums studio
- 1993 : Wichtig
- 1994 : In echt
- 1996 : Posen
- 1997 : Von allen Gedanken schätze ich doch am meisten die interessanten
- 1999 : Wo ist hier
- 2002 : Irres Licht
- 2004 : Das Weltall ist zu weit
- 2006 : Räuber und Gedärm
- 2010 : 24/7
- 2012 : Für Anfänger (mini-album)
- 2014 : Flucht in die Flucht
- 2020 : Die Sterne
- 2022 : Hallo Euphoria

### EP
- 1992 : Fickt das System
- 2002 : Nur Flug
- 2009 : Der Riss
- 2009 : Der Riss – Dub Versions vs. Munk

### Singles
- 1994 : Universal Tellerwäscher
- 1996 : Was hat dich bloß so ruiniert
- 1996 : Trrrmmer
- 1996 : Unter Geiern II
- 1997 : Swinging Safari
- 1997 : Die Interessanten
- 1997 : Abstrakt
- 1997 : Bis neun bist du O.K.
- 1999 :  Big in Berlin
- 1999 : Das bißchen besser

### Singles radio
- 2002 : Wenn dir St. Pauli auf den Geist fällt
- 2004 : In diesem Sinn
- 2004 : Hier kommt die Kaltfront
- 2006 : Aber Andererseits

### Singles numériques
- 2010 : Life in Quiz
- 2010 : Gib mir die Kraft
- 2010 : Depressionen aus der Hölle'
- 2011 : Was hat dich bloß so ruiniert
- 2014 : Mein Sonnenschirm umspannt die Welt
- 2014 : Ihr wollt mich töten
- 2014 : Drei Akkorde
- 2017 : Wichtig – Extended Version mit Erobique
- 2017 : Sturm über der Hallig / Kleine Schritte stolpern
- 2019 : Hey Dealer
- 2019 : Der Sommer in die Stadt wird fahren
- 2022 : Alles was ich will
- 2022 : Die Welt wird knusprig
- 2022 : Hallo Euphoria
- 2022 : Spilker immer mittendrin

### Singles vinyles
- 1987 : Ein verregneter Sommer
- 1988 : 1988 – In einer Nacht wie dieser
- 1996 : Widerschein
- 2003 : Gerechtes Brett

### Compilations
- 1987 : Der rote Cassetten-Sampler
- 1988 : Der blaue Cassetten-Sampler
- 1991 : Eifersucht
- 1992 : Popmusik darf nicht dumm sein! – Kaufensen!
- 2005 : I Can’t Relax in Deutschland
- 2017 : Mach’s besser – 25 Jahre

### Rééditions
- 1995 : Unter Geiern (LP) (Wichtig et In Echt sur vinyle)
- 2005 : In Echt
- 2006 : Wichtig + Fickt das System EP
- 2019 : Anfang verpasst 1992–1999 (coffret CD/LP)
- 2023 : Wichtig

### Album live
- 2003 : Live im Westwerk

### Best-of
- 1998 :  Stell die Verbindung her
- 2004 : Die Interessanten: Singles 1992–2004 (DVD/CD)

### Albums remixes
- 1997 : Themenläden und alle Remixe

### Vinyles remixes
- 1996 : Trrrmer-Remixe
- 1997 : Themenläden Remixe 1
- 1997 : Themenläden Remixe 2